# MANIAC I
MANIAC I (Mathematical Analyzer, Numerical Integrator, and Computer eller Mathematical Analyzer, Numerator, Integrator, and Computer, alt efter kilde) var en tidlig computer bygget på Los Alamos Scientific Laboratory under Nicholas Metropolis' ledelse. 
MANIAC I var baseret på von Neumann-arkitekturen fra den oprindelige IAS Computer, som også var forbilledet for danske DASK.
Metropolis gav maskinen dens navn i et håb om at stoppe strømmen af tåbelige forkortelser som computernavne.
MANIAC begyndte at køre i marts 1952. Blandt de programmer, som blev udviklet på computeren, var Los Alamos Chess, udviklet af Paul Stein og Mark Wells, som i 1956 blev det første program, der kunne spille et skaklignende spil. Los Alamos Chess var pga. den begrænsede regnekraft på computeren en reduceret udgave af skak med kun seks gange seks felter, uden løbere og uden en passant, bondeforvandling til løber og rokade.
I 1957 kom dens efterfølger MANIAC II, og i 1964 blev der bygget en MANIAC III på Institute for Computer Research på University of Chicago, begge to under ledelse af Nicholas Metropolis.
| Hardware | Spire Denne artikel om computere og anden hardware er en spire som bør udbygges. Du er velkommen til at hjælpe Wikipedia ved at udvide den. |